# ヒスチジノールデヒドロゲナーゼ
ヒスチジノールデヒドロゲナーゼ（histidinol dehydrogenase）は、次の化学反応を触媒する酸化還元酵素である。
L-ヒスチジノール + 2 NAD+ + H2O {\displaystyle \rightleftharpoons } L-ヒスチジン + 2 NADH + 2 H+
反応式の通り、この酵素の基質はL-ヒスチジノールとNAD+と水、生成物はL-ヒスチジンとNADHとH+である。
組織名は、L-histidinol:NAD+ oxidoreductaseである。別名に、L-histidinol dehydrogenaseがある。